# Haemaphlebiella strigata
Haemaphlebiella strigata är en fjärilsart som beskrevs av Jones 1914. Haemaphlebiella strigata ingår i släktet Haemaphlebiella och familjen björnspinnare. Inga underarter finns listade i Catalogue of Life.